# The Land
The Land est un pavillon du parc EPCOT de Walt Disney World Resort. Il s'intéresse à l'utilisation des terres dont l'agriculture ainsi que l'action des humains sur l'environnement. Depuis 2005, il s'intéresse aussi à l'aviation pour présenter l'utilisation des terres de Californie avec l'attraction Soarin'.

## Le pavillon
Le pavillon est construit de façon à minimiser sa taille, il est l'un des plus grands du parc et peut contenir plus de 4 000 personnes. Les visiteurs entrent au niveau de la mezzanine du pavillon et peuvent descendre à l'étage inférieur où se situent la plupart des attractions et le restaurant principal. 

Le pavillon a subi une importante rénovation de novembre 1992 jusqu'au printemps 1993, à l'occasion d'un changement de partenaire. Les attractions ont été modifiées grandement à cette époque. Mais c'est surtout à partir de 2004-2005 que le pavillon connaît ses plus grands changements. L'extérieur a été réaménagé afin de lui donner un aspect « moins futuriste et plus naturel ».
En 2005 un théâtre, qui se trouvait sur le côté sud (gauche), a été supprimé pour créer un accès à l'attraction Soarin', accès qui prend la forme d'une aérogare.
- Ouverture : 1er octobre 1982[2]
- Superficie : 30 000 m².
  - 24 000 m². pour l'ancien pavillon (équivalant à la surface de Fantasyland du Magic Kingdom)[1],[2]
  - 6 000 m². pour Soarin'
- Partenaires :
  - Kraft Foods (1982 - 1992)
  - Nestlé (depuis novembre 1992)[2]
- Situation : 28° 22′ 26″ N, 81° 33′ 06″ O

### Attractions
- Living with the Land (RDC) est une croisière en bateau sur l'impact de l'homme sur la nature. Elle se décompose en deux parties. La première partie est un dark ride avec des reproductions de la forêt vierge, des prairies et des terres agricoles. La seconde partie se fait dans une succession de serres présentant les fermes piscicoles, la culture sous serre, et des laboratoires expérimentaux en compagnie d'un guide énonçant les innovations comme la culture hydroponique. La technique hydroponique présentée dans l'attraction Living with The Land est utilisée dans le pavillon du Canada[3].
  - Listen to the Land (RDC) était une version plus ancienne de Living with the Land avant le changement de partenaire. Ouvert de 1982 au 27 septembre 1993.
- Salle de spectacle du rez-de-chaussée :
  - Kitchen Kabaret (RDC) était un spectacle musical sur la nutrition avec des personnages audio-animatronics. Ouvert du 1er octobre 1982 au 3 janvier 2004.
  - Food Rocks (RDC) était un spectacle musical sur la nutrition avec des personnages audio-animatronics qui remplaça le Kitchen Kabaret avec une version plus rock, des parodies de musiques populaires et l'affrontement des gras contre les bons aliments. Ouvert de 3 janvier 1994 au 3 janvier 2004.
- Harvest Theater (MEZZ)
  - Symbiosis était un film sur le stress et les dégâts provoqués par l'homme sur la nature. Ouvert le 1er octobre 1982 au 1er janvier 1995, il avait été dirigé par Paul Gerber[4],[5]. Son remplacement avait été motivé par son côté peu accessible au jeune public[3].
  - Circle of Life: une fable environnementale (depuis 1995[6]) est un film inspiré du Roi Lion et comprenant les personnages de Simba, Timon et Pumbaa. Ce film évoque les dommages provoqué par le manque d'organisation dans notre utilisation de la nature et les moyens de vivre en respectant notre environnement.
- Soarin' (RDC) est une simulation de vol avec un écran panoramique au-dessus des terres de Californie. Elle a été ajoutée en 2005 pour la cérémonie du 50e anniversaire de Disneyland et provient du parc Disney's California Adventure.
- Behind the Seeds Tour (RDC) est une excursion "en coulisse" à travers les serres de l'attraction Living with the Land. Son entrée est payante.
  - Elle remplace Tomorrow's Harvert (1er octobre 1982 au 27 septembre 1993) et Greenhouse Tours (10 décembre 1993 à 2004)[7]

### Restaurants
- The Garden Grill (MEZZ) est un restaurant qui se veut avoir l'atmosphère familiale d'une ferme. Il est rotatif et offre une vue sur les sections couvertes (dark ride) de l'attraction Living with the Land. Les personnages Disney sont amenés à y passer. Il a ouvert le 15 novembre 1993 et remplace le Good Turn Restaurant et le Land Grille Restaurant[8].
- Sunshine Seasons (RDC) est une importante brasserie-restaurant à emporter de type aire de restauration sur le thème des quatre saisons. Remanié en 1993 (en italique), il comprend actuellement (en gras) :
  - Asian Shop
  - Sandwich Shop
  - Soup/Salad Shop
  - Wood-Fired Grill Shop
  - Bakery - propose des pâtisseries et glaces de la marque Nestlé (le partenaire)
  - Ice Cream - remplacé par Bakery
  - Poato -
  - Pasta -
  - Soup/Salad -
  - Barbeque - remplacé par Wood-Fired Grill Shop

### Boutiques
- Soarin' Information Desk est une  boutique en forme de comptoir d'aérogare pour les articles liés à l'attraction Soarin'
- The Green Thumb Emporium est l'ancienne boutique du pavillon, fermée en 2004